# Reprezentacja Argentyny w Pucharze Gordona Bennetta
W zawodach balonów wolnych o Puchar Gordona Bennetta poszczególne kraje mogą reprezentować maksymalnie trzy zespoły składające się z dwóch osób. Po raz pierwszy udział załogi z Argentyny miał miejsce podczas XVII zawodów rozegranych w 1928 roku.

## Wyniki
Osiągnięcia drużyn w poszczególnych zawodach
UWAGA:
Oznaczenie rekordu długości lotu oraz czasu przelotu zaznaczone jest następująco:
| REKORD |

| Edycja zawodów | Data       | Miejsce zawodów   | Lokata | Załoga                                   | Balon     | Czas lotu [h] | Odległość [km] |
| -------------- | ---------- | ----------------- | ------ | ---------------------------------------- | --------- | ------------- | -------------- |
| XVII           | 30.06.1928 | Detroit (USA)     | 8      | dr Eduardo Bradley, Huberto H. Eliff     | Argentina |               | 568,00         |
| XVIII          | 28.09.1929 | Saint Louis (USA) | 9      | dr Eduardo Bradley, Francisco J. Cadavan | Argentina |               | 250,00         |